# Висока мода
Висока мода (енгл. „Prêt-à-Porter“) је америчка црна комедија из 1994. године, која је широм света била приказивана под енглеским називом „Ready to Wear“.

## Радња
Познате модне куће, врхунски модели, издавачи сјајних часописа окупљају се у Паризу на недељи високе моде. Серија модних ревија одвија се пред гледаоцем, а иза кулиса, непримећене очима камера, полако се одвијају једноставне приче: два новинара, мушкарац и жена који се не познају, смештени су у једну хотелску собу, а ова недеља им се претвара у медени месец, син власника тајно да мајка не зна, продаје породични посао модне куће обућару из Тексаса, три уредника модних часописа траже уговор са престижним фотографом, а италијански комуниста који стиже из Москве постаје случајни сведок смрти организатора емисије и поново среће своју стару љубав – удовицу.
Врхунац филма је појављивање на екрану десетина јавних и медијских људи: филмских звезда, модних дизајнера, дизајнера, репортера и само гостујућих журки. Неки од њих добијају велике улоге, а неки се појављују у малим камео улогама на неколико секунди. Филм је познат и по завршној сцени, у којој потпуно голе манекенке дефилирају модном пистом. 

## Улоге
| Глумац                | Улога                      |
| --------------------- | -------------------------- |
| Софија Лорен          | Изабела де ла Фонтен       |
| Марчело Мастројани    | Сергеј/Серђо               |
| Ким Бејсингер         | Кити Потер                 |
| Руперт Еверет         | Џек                        |
| Џулија Робертс        | Ен Ејзенхауер              |
| Анук Еме              | Симон                      |
| Шер                   | као Шер                    |
| Бјорк                 | као Бјорк                  |
| Карла Бруни           | као Карла Бруни            |
| Дејвид Коперфилд      | као Дејвид Коперфилд       |
| Адријана Скленарикова | као Андријана Скленарикова |
| Наоми Кембел          | као Наоми Кембел           |
| Тим Робинс            | Џо Флин                    |
| Лорен Бакол           | Слим Крајслер              |
| Трејси Улман          | Нина Скант                 |
| Форест Витакер        | Си Бјанко                  |
| Ричард Е. Грант       | Корт Румни                 |
| Линда Хант            | Реџина Крам                |
| Жан-Пол Готје         | као Жан-Пол Готје          |
| Линда Еванђелиста     | као Линда Еванђелиста      |
| Татјана Патиц         | као Татјана Патиц          |